# Stormbirds
Stormbirds (с англ. — «Штормовые птицы») — второй студийный альбом немецкой группы EverEve, вышедший в 1998 году.

## Об альбоме
Stormbirds записан в сентябре 1997 года в студии Impuls Recording Studios, Гамбург: Jan Peter Genkel и Gottfried Koch, издан в 1998 году лейблом Nuclear Blast. Номер в каталоге: NB 314-2, EAN оригинального издания: 727361631420.
В записи присутствуют оркестровые партии, в целом звучание более мелодично, чем на предыдущем альбоме, что позволяет однозначно отнести альбом к готик-металу.

## Лирика альбома
Начиная с альбома «Stormbirds» EverEve отдают предпочтение в текстах английскому языку. Однако здесь ещё присутствуют песни на немецком («Martyrium» и «A Part Of You»), а также одна на французском — «Spleen», написанная по мотивам стихотворения Шарля Бодлера. Тексты альбома, хотя и отличаются тематикой от своего предшественника Seasons, несут в себе то же настроение подавленности, безысходности и неминуемой гибели.

## Песни
«Stormbirds» — последняя запись Тома Седощенко, вскоре после выхода альбома он ушёл из группы, а в следующем году покончил с собой.
Композиция «Valse Bizarre» содержит скрытый трек, который можно услышать с 6 мин 57 сек; с 3 мин 57 сек до этого времени — тишина.

## Переиздание
В июле-августе 2008 года, наряду с альбомами Seasons и Regret, «Stormbirds» был переиздан на лейбле Metal Mind Productions тиражом в 2000 копий. Номер в каталоге: MASS CD 1182 DG, EAN: 5907785032620 (Польша).

## Список композиций
1. «Embittered» («Озлобленный») — 1:31
2. «Fields Of Ashes» («Поля пепла») — 6:00
3. «Escape…» («Спасение…») — 0:43
4. «…On Lucid Wings» («…На ясных крыльях») — 4:15
5. «Martyrium» (лат.: «Мучение») — 5:34
6. «The Failure» («Провал») — 0:48
7. «The Downfall» («Крушение») — 6:23
8. «Dedications» («Посвящения») — 1:19
9. «Stormbirds» («Штормовые птицы») — 6:04
10. «As I Breathe The Dawn» («Как я дышу рассветом») — 6:28
11. «Spleen» (фр.: «Меланхолия») — 4:18
12. «Universe» («Вселенная») — 6:47
13. «A Part Of You» («Часть тебя») — 2:26
14. «Valse Bizarre» («Причудливый вальс») — 9:30

## Участники записи
- Tom Sedotschenko — вокал
- Thorsten Weißenberger — гитара
- Stephan Kiefer — гитара
- Michael Zeissl — синтезатор, клавишные
- Stefan Müller — бас
- Marc Werner — барабаны

Приглашённые музыканты
- Sharlie Pryce — вокал
- Yorck Eysel — вокал
- The Barmbek Symphony Orchestra — оркестровые партии

Работа над альбомом
- Продюсер: Jan Peter Genkel
- Эксклюзивный продюсер: Markus Staiger
- Звукорежиссёр: Oliver Hoffman
- Микширование: Jan Peter Genkel
- Мастеринг произвели в студии Central Sound Studios, Гамбург: Jan Peter Genkel и Norbert Achtelik
- Дизайн и вёрстка: Flea Black
- Обложка: Renß Borst
- Фото группы: Dariusz Ramazani
- Дополнительные фото: Jochen Maass